# 石田英吉
石田 英吉（いしだ えいきち、天保10年11月8日（1839年12月13日） - 明治34年（1901年）4月8日）は、幕末の土佐藩士、明治の政治家、男爵。変名を伊吹周吉（終吉とも）、のち伊吹慶良という。

## 生涯

### 幕末・戊辰戦争での活動
土佐藩の医師・伊吹泰次の子として生まれた英吉は、坂本龍馬の義兄高松順蔵の私塾で学び、家業を継ぐため大坂の適塾で緒方洪庵に師事し、医術を学んだ。
しかし、志士・吉村寅太郎に心酔し、文久3年（1863年）8月、伊吹周吉の名で天誅組に加わって大和挙兵に参陣し、伍長として各地を転戦する。後に亀山社中で行動を共にする池内蔵太と一緒に、主将中山忠光の側に仕え、天誅組壊滅後は忠光を護衛して大坂の長州藩邸へ逃れた。
その後、英吉は忠光に伴って長州に落ち延び、再起を図る。長州において石田英吉と名乗り、諸藩の脱藩浪士が中心となって結成された忠勇隊に属し、元治元年7月（1864年8月）禁門の変に参加するも負傷し、再び長州に逃れた。英吉はそこで高杉晋作と合流し、奇兵隊創設に貢献するなどして過ごした。
その後、同郷の坂本龍馬が海援隊の前身である亀山社中を結成するとこれに加わり、長岡謙吉とともに重きをなした。第二次長州征伐（四境戦争・長幕戦争）では小倉藩への渡海作戦において坂本指揮下のユニオン号に砲手長として乗り組み、戦果を挙げた。
坂本の死後、海援隊では長岡に従い、後進の指導にあたるなど組織をまとめるが、菅野覚兵衛らと共に長崎振遠隊に加入する。戊辰戦争では隊長として戦闘に参加し、慶応4年（1868年）7月19日に長崎港からイギリス船フィロン号に乗り組み、海路で秋田に上陸。同月24日に秋田領舟川に到着し、26日に勤王派の秋田城下に入り、角間川の戦いに臨み、庄内藩の酒井忠篤の軍と戦ったものの敗走した。その後、南部藩降伏の報を受けて、9月29日南部藩雫石に転戦し雫石・橋場口の戦いを起こした。10月2日には盛岡城へ入った。

### 維新後の活動
維新後は秋田県令、長崎県令、千葉県知事、高知県知事と、多くの県知事職を歴任した。農政面での政策では多大な功績を残した。秋田県で現在でも行われている農業イベントの種苗交換会に繋がる会を招集したのは彼であった。海援隊時代の同志であった陸奥宗光が農商務大臣に就任した際、英吉を次官に迎えて国政を相談したとされている。また高知県知事時代には、当時注目されていた勧業諮問会の開設に尽力している。明治28年（1895年）、天誅組の大和義挙の33回忌に際し、高知市要法寺に「大和殉難烈士之碑」を、明治30年（1897年）、田野町福田寺に野根山二十三士の顕彰碑をそれぞれ建立する。「明治29年（1896年）6月5日、維新の功により男爵を授けられる。明治31年（1898年）8月20日、補欠選挙で貴族院男爵議員に選出され、明治34年（1901年）に63歳で没するまで在任した。
海援隊にあっては指折りの逸材とされ、長岡とともに「二吉」と賞される。福岡孝弟、陸奥と並ぶ人物であった。

## 栄典
位階
- 1886年（明治19年）10月28日 - 従四位[7]
- 1890年（明治23年）10月8日 - 従三位[8]
- 1900年（明治33年）6月20日 - 正三位[9]
- 1901年（明治34年）4月8日 - 従二位[10]

勲章等
- 1889年（明治22年）11月25日 - 大日本帝国憲法発布記念章[11]
- 1901年（明治34年）4月8日 - 勲一等瑞宝章[10]

## 親族
嗣子として男爵を継承した八弥の長男が文化人類学者の石田英一郎で、京都帝国大学在学中に京都学連事件に連座・起訴されたため、1926年3月24日に男爵位を返上。

## その他
- 墓所は京都市左京区の真如堂吉祥院。
- 高知県安芸郡安田町の石田英吉生家跡には顕彰碑がある。

## 登場作品
- 『暁天の星』（葉室麟）